# 李文郁 (萬曆丁未進士)
李文郁（1567年—17世纪），字從周，號忆筠，南直隶庐州府合肥县人，是一名明朝政治人物。

## 生平
万历二十二年（1594年）甲午科应天乡试举人，三十五年（1607年）丁未科進士，戶部觀政，三十六年授新城知县，三十八年改任教授，卒。

## 家族
曾祖李璋。祖父李贡。父李方膺。母陈氏。慈侍下。